# Српско планинарско друштво
Српско планинарско друштво (СДП) је прва планинарска организација у Србији основана 27. маја 1901. у Београду, на иницијативу чланова Српског геолошког друштава. Услове за његово оснивање створили су најумнији људи Краљевине Србије, међу којима и професори Јосиф Панчић, професор Велике школе и председник Српске краљевске академије 1887. године, и доктор Јован Жујовић, ректор Велике школе, секретар Српске краљевске академије (1887. год.), њен председник (од 1915. до 1921. године), министар иностраних послова (1903. г), министар просвете и црквених дела (1907.) и професор Београдског универзитета од 1909. г.
Интересовање за планинарство почело се развијати у Србији у другој половини XIX века, стварањем модерне српске државе. Посебан утицај су извршили: књижевник Љубомир Ненадовић пишући 1850. у својим новинама Шумадинки о свјим пењањима на планине у Србији; биолог Јосиф Панчић изводећи од 1856. групне одласке у планине Србије са својим питомцима.; превод књиге E. Réclusa, Historie d‘une montagne (Шта прича планина, Београд 1900).
Први и дугогодишњи председник СДП био је Јован Жујовић, а потпредседник Алекса Станојевић. Резултат друштвене активности било је засађивање шумског појаса око Београда и изградња планинарског павиљона 1903 на Авали.
После прекида рада у периоду од 1912—18, организација је обновљена 1922 у Београду. На скупштини 3. децембра 1922. СДП је постало повереник Зимско-спортског савеза за Србију и донело одлуку о оснивању првих смучарских секција, организовању смучарских курсева и првих смучарских такмичења у Србији. Тиме, а нарочито подизањем планинарског дома на Копаонику, ветзало је за себе развој смучарства у Србији. Вршене су прве маркације путева и стаза у планинама: Авала, Космај, Букуља, Тара, Копаоник, Гоч, Жељин, Бесна Кобила, Кукавица, Ртањ, Сува и Стара планина.
Године 1927. делатност је проширена на туристичку привреду. Оснивајући своје подружнице по Србији, СДП је настојало на организовању истих у Црној Гори и Македонији. Оно је поред централног друштва у Београду обухватало и 13 подружница са 1434 члана.
Најчешћа активност представљали су групни излети. Неколико чланова је извело пењачке туре у Проклетијама, Дурмитору и југословенском делу Алпа. Поред дома Душана Митровића на Авали и планинарско-смучарског дома на Копаонику, СПД је располагало и са планинарским кућама на Бесној Кобили, Космају, Голији, Кукавици, Букуљи, Руднику, Дивчибарама, Гочу и склоништима на Ртњу и Тари.
Приредило је и прву планинарску изложбу 1924. у Београду.
После Априлског рата 1941, СДП је прекинуло свој рад.
После Другог светског рата нова власт имала је у кратком периоду резерве према Српском планинарском друштву као „елитистичком”, да би потом, уврстивши планинарство међу базичне спортове, помогла његов напредак оснивањем многих друштава, нарочито у периоду 1948 - 1956. године.
Наследником Српског планинарског друштва сматра се Планинарски савез Србије, који је наставо 1948. г. издвајањем из Фискултурног савеза Србије. Савез данас броји близу 160 клубова (друштава) са близу 18 000 чланова. Члан је Међународне планинарске федерације и врло активно учествује у њеном раду преко својих представника, тежећи достизању свих постојећих стандарда.